# Mephistos Höllenrufe
Mephistos Höllenrufe ist ein Walzer von Johann Strauss (Sohn) (op. 101). Das Werk wurde am 12. Oktober 1851 im Volksgarten in Wien erstmals aufgeführt.